# Mario Gómez Atanet
Mario Gómez Atanet (Madrid, Comunidad de Madrid, España, 7 de febrero de 1981) es un futbolista español que juega de defensa, actualmente en el Zamora Club de Fútbol.

## Trayectoria
- Cantera Rayo Vallecano
- 2001-02 RSD Alcalá
- 2002-05 Rayo Vallecano
- 2005-07 Elche CF
- 2007-09 Córdoba CF
- 2009-10 Agrupación Deportiva Alcorcón